# Pan African Film Festival
Il Pan African Film Festival (PAFF) è un festival del cinema e delle arti che si svolge a febbraio di ogni anno a Los Angeles. Nato per promuovere la "comprensione culturale tra i popoli di origine africana" attraverso l'esposizione di arte e film, viene organizzato da un'associazione culturale senza fini di lucro di Los Angeles, in California. Nel 2013 il Los Angeles Times ha lo ha definito "il più grande festival del cinema nero" negli Stati Uniti.

## Storia
Nei suoi primi anni, si è tenuto nell'Africa occidentale, in particolare nel Burkina Faso (a febbraio 1985 si è tenuto a Ouagadougou, presentato da Thomas Sankara).
Il primo festival ufficiale è stato organizzato nel 1992, dagli attori Danny Glover e Ja'net DuBois e dal direttore esecutivo Ayuko Babu e presentato dallo stesso Glover e dall'attrice Whoopi Goldberg. Questa edizione ha visto la partecipazione di oltre 40 film diretti da registi neri, provenienti da quattro continenti. Il Los Angeles Times ha affermato che i film trattavano sia temi universali che temi africani come "il rovesciamento dei governi coloniali, lo scontro tra valori moderni e valori tradizionali e storie di artisti validi". Tra i film partecipanti a questo primo festival ufficiale: Sarraounia, Heritage Africa e Lord of the Street. Nel 2013, il festival del cinema ha attratto circa 30.000 partecipanti e il festival delle arti circa 75.000. Nel 2014, il festival del cinema ha visto la partecipazione di 179 films provenienti da 46 paesi. I film includevano lungometraggi narrativi e documentari, cortometraggi documentari e narrativi e serie web.